# Pretzschendorf

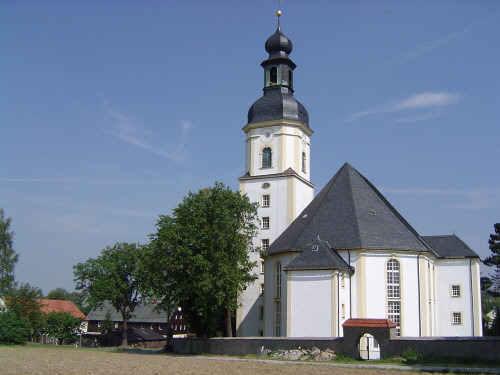
Kirche Pretzschendorf

Pretzschendorf ([ˈpʁɛtʃn̩ˌdɔʁf]) ist ein Ortsteil der sächsischen Gemeinde Klingenberg im Landkreis Sächsische Schweiz-Osterzgebirge.

## Geographie

### Lage
Pretzschendorf liegt etwa 25 Kilometer südwestlich von Dresden, 14 Kilometer südöstlich von Freiberg, 10 Kilometer westlich der Stadt Dippoldiswalde und 18 Kilometer nördlich der Grenze zur Tschechischen Republik.
Der Ort liegt am Fuße des Osterzgebirges und grenzt im Norden an den Tharandter Wald, wo am Colmnitzbach im Tännichtgrund der geografische Mittelpunkt Sachsens zu finden ist. Östlich von Pretzschendorf liegt die Talsperre Klingenberg.
Die Jahresmitteltemperatur liegt zwischen 7,0 °C und 7,6 °C, der mittlere Jahresniederschlag beträgt 780 mm bis 860 mm.

### Nachbarorte
| Niederbobritzsch      | Colmnitz                                    | Klingenberg |
| Oberbobritzsch, Sohra | Kompassrose, die auf Nachbargemeinden zeigt |             |
| Friedersdorf          |                                             | Röthenbach  |

## Geschichte

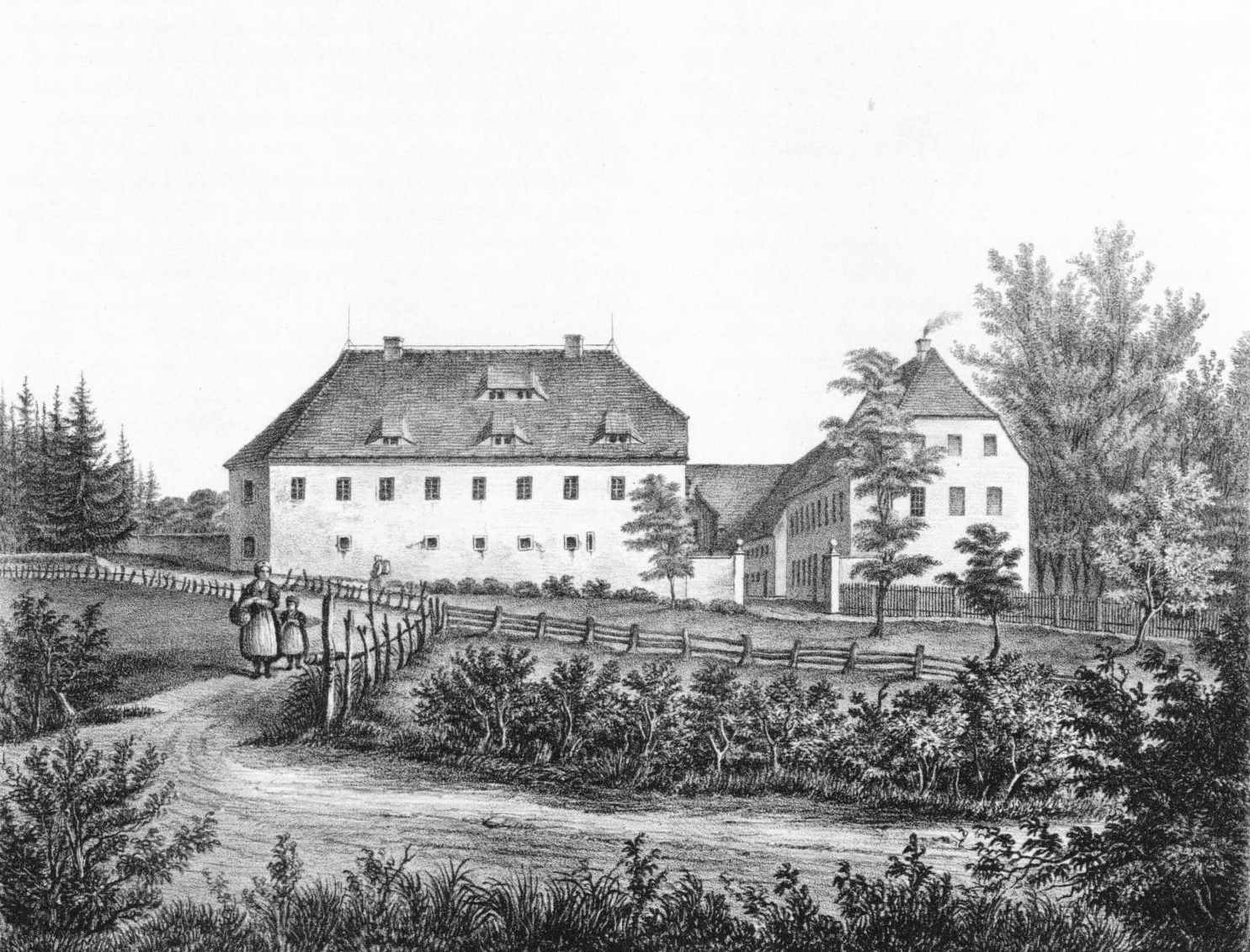
Rittergut Pretzschendorf, um 1860

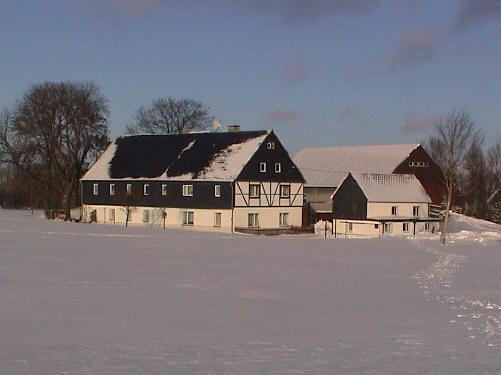
Vierseithof im Oberdorf

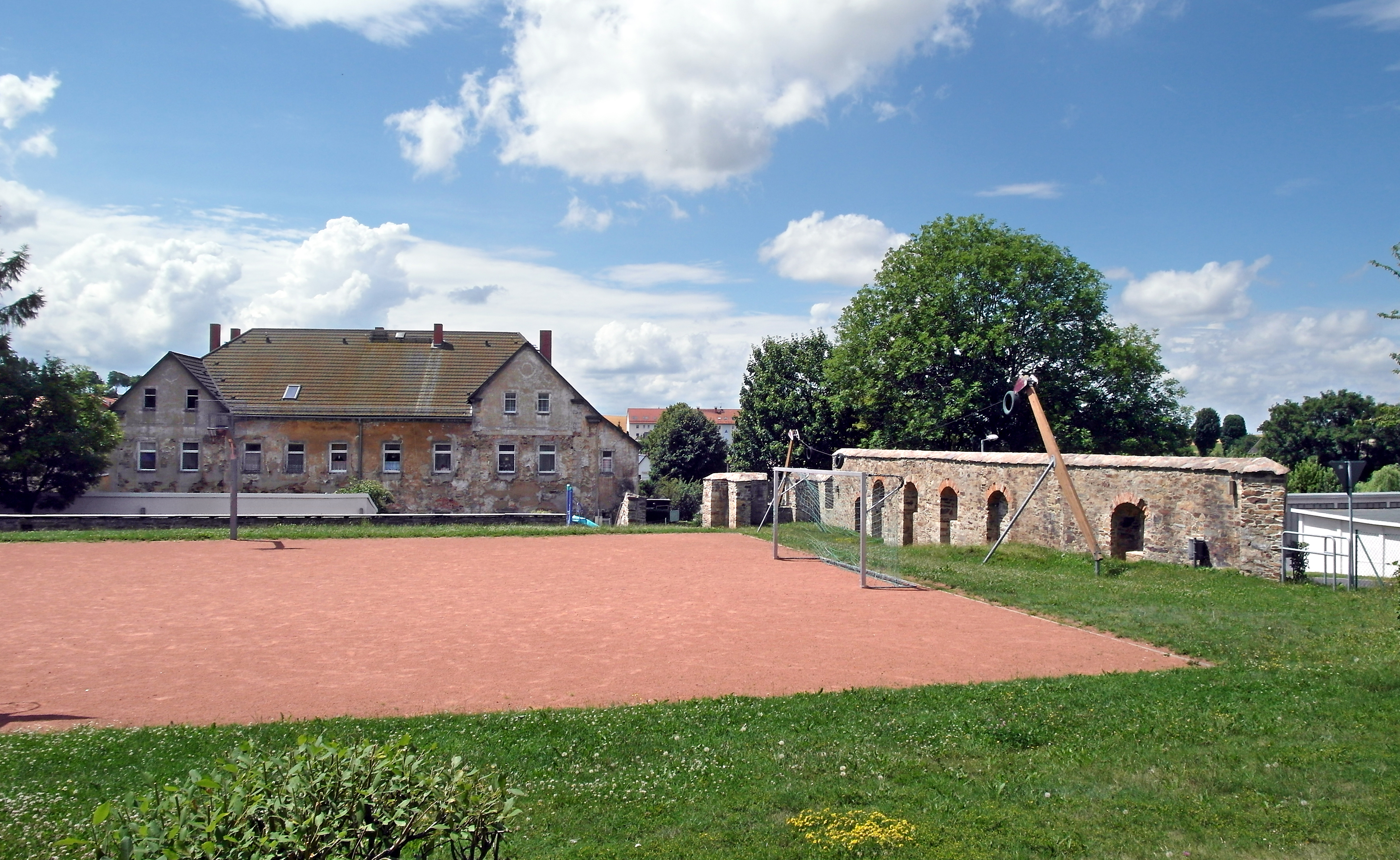
Rittergut Pretzschendorf, 2017

Im Jahr 1337 wurde (Ober-)Pretzschendorf erstmals als Preczindorf urkundlich erwähnt.
1551 wird hier ein Rittergut genannt. Bis ins 19. Jahrhundert existierten die beiden Orte Ober- und Niederpretzschendorf. Oberpretzschendorf hatte wiederum einen Ortsteil Kleinpretzschendorf. Während der Zeit der Pest in Europa starben 762 Einwohner Pretzschendorfs. 1732 wurde der Grundstein für eine neue Kirche gelegt, deren Bau mit der Fertigstellung des Kirchturms 1734 endete. Das erste Schulhaus wurde 1828 errichtet, davor existierte bereits seit 1539 ein kirchliches Schulhaus im Ort.
Als ersten Gemeindevorstand wurde, nach der Einführung der Landgemeindeordnung 1839, der Oberrichter Johann Samuel Lietscher gewählt. Ober- und Niederpretzschendorf gehörten bis 1856 zum kursächsischen bzw. königlich-sächsischen Kreisamt Freiberg. 1856 kamen beide Orte zum Gerichtsamt Frauenstein und nach Trennung von Justiz und Verwaltung 1875 zur Amtshauptmannschaft Dippoldiswalde. Im Jahr 1887 schlossen sich Ober- und Niederpretzschendorf zur Gemeinde Pretzschendorf zusammen.
Während des Ersten Weltkrieges verloren 83 Soldaten der Kirchgemeinde Pretzschendorf ihr Leben. Im Zweiten Weltkrieg wurden 85 Gefallene, Vermisste oder in Gefangenschaft Verstorbene registriert. Zudem wurden die 1900 geweihten Bronzeglocken 1942 eingeschmolzen. Zwischen 1898 und 1971 führte durch Pretzschendorf die Schmalspurbahn Klingenberg-Colmnitz–Frauenstein mit zwei Stationen im Ort. Durch die zweite Kreisreform in der DDR kam Pretzschendorf im Jahr 1952 zum Kreis Dippoldiswalde im Bezirk Dresden, der ab 1990 als sächsischer Landkreis Dippoldiswalde fortgeführt wurde und im Jahr 1994 zum Weißeritzkreis bzw. 2008 zum Landkreis Sächsische Schweiz-Osterzgebirge kam.
Die bis 31. Dezember 1998 bestehende Gemeinde Pretzschendorf mit den Ortsteilen Friedersdorf, Pretzschendorf und Röthenbach wurde am 1. August 1973 durch die Eingemeindung von Friedersdorf und Röthenbach gegründet. Seit 1. Januar 1999 gehörten die Orte Colmnitz und Klingenberg zur Gemeinde Pretzschendorf mit etwa 4.000 Einwohnern.
Die Überreste des alten Rittergutes wurden 2004 abgerissen. Am 31. Dezember 2012 erfolgte der Zusammenschluss von Pretzschendorf und Höckendorf zur Gemeinde Klingenberg.

### Entwicklung der Einwohnerzahl
Bevölkerungsentwicklung der ehemaligen Gemeinde Pretzschendorf mit ihren jeweiligen Ortsteilen, Stand jeweils 31. Dezember
| Jahr | Einwohner |
| ---- | --------- |
| 1998 | 5053      |
| 1999 | 4909      |
| 2000 | 4841      |
| 2001 | 4724      |
| 2002 | 4736      |

| Jahr | Einwohner |
| ---- | --------- |
| 2003 | 4586      |
| 2004 | 4502      |
| 2005 | 4441      |
| 2006 | 4405      |
| 2007 | 4349      |

| Jahr | Einwohner |
| ---- | --------- |
| 2008 | 4261      |
| 2009 | 4166      |
| 2010 | 4132      |
| 2011 | 4069      |

Der Ort Pretzschendorf hatte (ohne die ehemaligen Gemeindeteile) zum 31. Dezember 2021 957 Einwohner.

## Politik
Der letzte Gemeinderat wurde in der Kommunalwahl am 7. Juni 2009 gewählt. Er setzte sich aus der Bürgermeisterin und 18 Gemeinderäten zusammen. Letzte Bürgermeisterin von Pretzschendorf war Kerstin Winkler (CDU), die mit 85,4 Prozent der Stimmen gewählt wurde.
| Wahl                          | Bürgermeister   | Vorschlag      | Wahlergebnis (in %) |
| ----------------------------- | --------------- | -------------- | ------------------- |
| Auflösung (siehe Klingenberg) |                 |                |                     |
| 2009                          | Kerstin Winkler | CDU            | 85,4                |
| 2002                          | Kerstin Winkler | WV Klingenberg | 34,5                |

## Kultur und Sehenswürdigkeiten

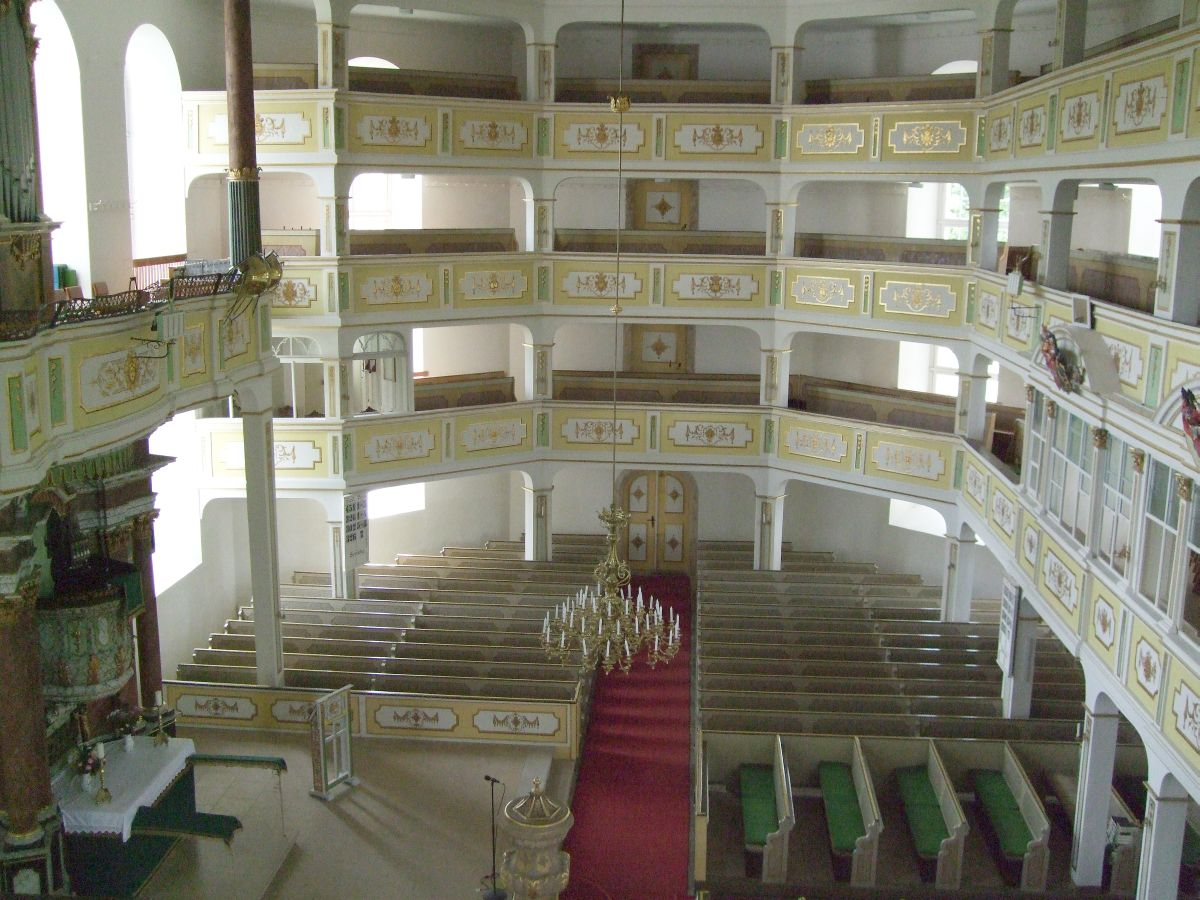
Kirchenschiff als quergerichtetes Achteck

- Kirche Pretzschendorf, von 1732 bis 1734 als Zentralbau im Barockstil errichtet

## Wirtschaft und Infrastruktur
Die Landwirtschaft, früher Lebensgrundlage für die meisten Dorfbewohner, spielt noch heute eine bedeutende Rolle in der lokalen Wirtschaft neben kleinen und mittleren Handwerksbetrieben und dem Tourismus. In Pretzschendorf befindet sich eine Grundschule.
Von 1898 bis 1971 hatte Pretzschendorf mit den Stationen Niederpretzschendorf und Pretzschendorf Anschluss an die Schmalspurbahn Klingenberg-Colmnitz–Frauenstein.
Am östlichen Ortsrand liegt das Ultraleichtfluggelände Pretzschendorf.

## Persönlichkeiten
- Johann Samuel Adami (1638–1713), Theologe, Schriftsteller und Sprachforscher; seit 1672 Pfarrer in Pretzschendorf, starb im Ort
- Wolf Reinhard von Hartitzsch (1718–1794), sächsischer Generalmajor
- Dietmar Pellmann (1950–2017), Politiker (Die Linke); von 1999 bis 2014 Mitglied des Sächsischen Landtags